# Inmigración colombiana en el Perú
La inmigración colombiana en Perú se refiere al movimiento migratorio de ciudadanos provenientes de Colombia hacia Perú. La comunidad colombiana en Perú es una de mediano tamaño, mucho menor que en los tradicionales "dos grandes" de la diáspora colombiana: Estados Unidos y España. Es incluso menor que las comunidades colombianas en países sudamericanos similares como Chile o Argentina.
Según datos del Instituto Nacional de Estadística e Informática del Perú (INEI), la comunidad colombiana en Perú es actualmente la segunda colonia de extranjeros residentes más grande del Perú, siendo solamente superada por la comunidad venezolana. Aunque hay que tener en cuenta que existen algunos Colombianos que habitan en el Perú qué son ciudadanos Venezolanos con ciudadanía Colombiana.[cita requerida]

## Características
El caso de la migración colombiana comparte muchas similitudes con el de la peruana. Ambos han sido escenario de varias oleadas migratorias con diferentes propósitos en mente, como encontrar mayores ingresos, oportunidades laborales y una mejor calidad de vida.
La distribución territorial de la población colombiana en Perú también demuestra una alta tendencia a ubicarse en zonas fronterizas que compartan la presencia de otras comunidades de colombianos de una magnitud relevante, como los departamentos de Loreto (que comparte frontera con la ciudad colombiana de Leticia), Arequipa y Piura.

## Demografía
La población colombiana en Perú registrada en el censo de 1993 fue de 2 374 ciudadanos colombianos. En los siguientes años y en los primeros años del siglo XXI, esta población aumentó drásticamente y se llegó a registrar 5 361 ciudadanos colombianos en el censo de 2007. El crecimiento de la colonia se estancó entre los últimos años de la década de los 2000 y los primeros años de la siguiente década. Sin embargo, en la segunda mitad de la década, la población colombiana volvió a crecer exponencialmente hasta alcanzar una cifra de 23 348 ciudadanos colombianos (13 366 mujeres y 9 982 hombres) para el fin del año 2017.
Según la información del INEI para diciembre de 2019, la población colombiana en Perú representaba el 3.6% de toda la población extranjera residente en el Perú. Esto se traducía aproximadamente en 34 687 ciudadanos colombianos, formando así la segunda comunidad extranjera más numerosa del Perú.
De acuerdo al reporte de la Dirección de Política Migratoria en julio de 2022, hay un total de 53 852 ciudadanos colombianos residen en el Perú, según declaración registrada entre el 1 de enero de 2016 a la fecha del reporte. Además, las regiones con mayor concentración de migrantes colombianos son: Lima con 15 319, Loreto con 1 648, La Libertad con 1 433, Piura con 1 310 y Arequipa con 1 135, pero se registra presencia oficial en todas las regiones del país.
Entre los años 2013 y 2015 fue cuando empezaron a llegar venezolanos con ciudadanía Colombiana a Perú, esto debido a la facilidad para los ciudadanos venezolanos de conseguir la nacionalidad colombiana a pesar de tener como objetivo la migración a otro país como Perú, Chile o Argentina, lo que ya pasaba desde el inicio de los años 2000 pero se acrecentó con la emigración masiva de venezolanos que hubo debido a la muerte de Hugo Chávez en 2013.
| Año  | Población colombiana en el Perú | Fuente |
| ---- | ------------------------------- | ------ |
| 1993 | 2 374                           | [ 3 ]  |
| 2007 | 5 361                           | [ 3 ]  |
| 2013 | 5 558                           | [ 6 ]  |
| 2015 | 9 137                           | [ 7 ]  |
| 2017 | 23 348                          | [ 4 ]  |
| 2019 | 34 687 (est.)                   | [ 2 ]  |
| 2021 | 44 250                          | [ 8 ]  |
| 2022 | 53 852                          | [ 9 ]  |

## Colombianos destacados residentes en el Perú
- Manuela Camacho, periodista y reportera.
- Lucecita Ceballos, actriz, modelo y presentadora de televisión.
- Donald Millán, futbolista, mediocampista, nacionalizado peruano. Actualmente juega por Sport Huancayo en la Liga 1.
- Johnnier Montaño, futbolista nacionalizado peruano.
- Juan José Barros Araujo, futbolista nacionalizado peruano.
- Jimmy Valoyes, futbolista nacionalizado peruano.
- Jonathan Segura,  futbolista con trayectoria en su mayoría en Perú.
- José Cuero,  futbolista con trayectoria en su mayoría en Perú.
- Víctor Perlaza,  futbolista con trayectoria en su mayoría en Perú.
- José Torres Sáenz, Director Técnico.
- Mariella Trejos, actriz.
- Clara Elvira Ospina, periodista y exdirectora periodística de América Televisión y Canal N.
- Milena Zárate, cantante, modelo y presentadora televisiva.
- Ángel Calvo Castiblanco, titiritero conocido por crear a Nicolasa.